# 咸錫憲
咸 錫憲（ハム・ソコン、함석헌、1901年3月13日 - 1989年2月4日）は、大韓民国のキリスト教思想家、独立運動家。

## 人物
平安北道生まれ。1917年に結婚後、1919年に平壌高等普通学校の生徒となるが、崇実学校の咸錫雲らに影響され、三・一独立運動に連座、反省文を書けば許すという日本人校長の態度に立腹、学校を追放される。その後、1921年に定州の五山学校へ咸錫奎の紹介で編入、1923年に卒業後東京高等師範学校へ進む。1924年には内村鑑三と出会い、多大な影響を受ける。1928年卒業と同時に帰国して母校の五山学校にて朝鮮史の教師を務める傍ら、1934年から1935年にかけて、雑誌『聖書朝鮮』に「聖書的立場から見る朝鮮史（意味的にみる朝鮮史）」を掲載する。
しかし、1938年、学校での日本語使用を拒否したため、教職を追われる。1942年5月、『聖書朝鮮』158号別刊に掲載された「弔蛙」という金教臣の童話が問題となり、聖書朝鮮事件が起こった。これによって同誌は廃刊を余儀なくされた。この事件によって西大門刑務所で1年間服役した。
1945年8月の朝鮮解放以降は主に故郷の平安道を中心に活動していたものの朝鮮労働党によって「反共産的」であるとして投獄、朝鮮戦争の勃発に伴い釜山へ脱出する。以降、宗教者としての講演会をたびたび行っており、1956年からは雑誌『思想界』で論客として活躍する。1961年、第二共和国総理大臣・張勉の国土建設団に教育大臣として招聘されるが、朴正煕がクーデターを起こして第二共和国が崩壊したため、再び野に下ることとなる。
李承晩時代より自由党の半独裁に異を唱え、民主化運動の先頭に立ったため、何度も投獄されている。1970年には仏教僧の法頂らと漸進的評論雑誌『シアレ・ソリ』を発刊するが、全斗煥政権の言論統廃合により1980年に強制廃刊された。1979年と1985年の2度、ノーベル平和賞候補に選定され、聖書のみならず、東洋、西洋の古典を広く勉強し、独自の「シアル思想」を提唱した。この要旨は「非暴力民主主義」ということから、「韓国のガンジー」との異名もとった。
1989年ソウル大学病院にて89歳で死去。

## 著書
- 『苦難の韓国民衆史』 金学鉉 訳、新教出版社、1980年6月

### 参考書籍
- 「世界大百科事典」 平凡社 2007年
- 朴賢淑 著『咸錫憲におけるシアル思想の成立と展開』 関西学院大学出版会、2023年3月
- 「アジア人物史 9」 集英社 2024年